# Рената Вигано
Ренàта Виганò (на италиански: Renata Viganò) е италианска поетеса и писателка на произведения в жанровете драма, исторически роман и документалистика, участничка в Съпротивата през Втората световна война.
През 1913 г., на 13-годишна възраст, тя успява да издаде първата си стихосбирка Ginestra in fiore, последвана през 1916 г. от стихосбирката Piccola Fiamma. Постига известност едва през 1949 г. с романа „Другарката Анезе“ – един от най-напрегнатите неореалистични романи в художествената проза, вдъхновен от Съпротивата.

## Биография и творчество
Рената Вигано е родена на 17 юни 1900 г. в Болоня, Италия, в буржоазно семейство. Храни страст към литературата от ранна възраст и мечтае да стане лекарка, когато порасне. След изпадане на семейството в икономически затруднения обаче, на 12 години тя напуска гимназията и с чувство на саможертва започна работа първо като санитарка, а след това и медицинска сестра в болниците в Болоня. 
Заедно с работата си започва да пише. Първата ѝ стихосбирка „Ginestra in fiore“ („Цъфтяща жълтуга“) е публикувана през 1913 г., а втората „Piccola flamma“ („Малък пламък“) – през 1916 г. Пише стихотворения и разкази, а също така за леви вестници и периодични издания.
Навлизайки в политическия свят, тя се запознава с бъдещия си съпруг Антонио Мелуски – журналист и писател, който радикално повлиява нейния начин на виждане, като всъщност я ориентира към левицата. Двамата сключват брак през 1937 г. и впоследствие имат син. Под негово влияние Вигано се включва в Италианската комунистическа партия. Тази нейна ангажираност в служба на нуждаещите се не ѝ попречва да пише журналистически статии, стихотворения и разкази за вестници и периодични издания до примирието на 8 септември 1943 г. То е последвано от окупирането на Италия от нацистите и Вигано, заедно със съпруга си, участва в партизанската борба като куриер, медицинска сестра при партизаните в долината на Комакио, и сътрудничи на нелегалната преса. 
Последвалата литературна продукция е проникната от този неблагоприятен период, но е пропита със здрав екзистенциален идеализъм. „Агнес отива на смърт“ от 1949 г. (на бълг. „Другарката Анезе“) е роман, преведен на четиринадесет езика и представлява връхната му точка. В него е описана историята на възрастна селянка, посветена на дома и семейството си, която след убийството на съпруга си Палита от германците се присъединява към партизаните в долините на Комакио. Книгата представя събитията в Освободителната война с простотата на хроникьор и с дух на лоялно придържане към фактите. Тя разказва партизански събития с честната простота на репортер и духа на искрена привързаност към събитията и е смятана за пример, свидетелство за неореалистичния наратив в следвоенните години. За творбата писателката е удостоена с второ място на наградата „Виареджо“. През 1976 г. романът е екранизиран от режисьора Джулиано Монталдо в едноименния филм с участието на Ингрид Тюлин, Микеле Плачидо и Орор Клеман.
Вигано сътрудничи на сп. „Пионер“ между 1960 и 1962 г., като публикува три разказа: The Ugly Doll (1960), The Black Child (1960) и La Fuga (1962). През 1950 г. публикува разказ в сп. „Фалко росо“, озаглавен I bambini di Marzabotto № 1.
Темата за антифашистката съпротива по време на Освободителната война е включена и в книгите ѝ Donne della Resistenza („Жените в Съпротивата“) – двадесет и осем биографии на антифашисти от Болоня, и Matrimonio in brigata („Сватба в бригадата“) – сборник от партизански истории.
Голяма част от другите ѝ произведения се фокусират и върху теми на труда и ролята на жените в италианското общество.
Два месеца преди смъртта си Рената Вигано е удостоена с журналистическата награда „Болонец/-ка на месеца“ за тясната ѝ връзка с народната реалност в града.
Умира на 23 април 1976 г. в Болоня на 75-годишна възраст.

## Произведения
- Ginestra in fiore (1913) – стихосбирка
- Piccola flamma (1916) – стихосбирка
- Il lume spento (1933)
- L'Agnese va a morire (1949) – роман
Другарката Анезе, изд. „Народна култура“, София (1952), прев. Петър Драгоев
- Mondine (1952)
- Arriva la cicogna (1954)
Щъркелът дойде, изд. Профиздат, София (1967), прев. Цветан Цветанов
- Donne della Resistenza (1955) – портрети на жени от Съпротивата
- Ho conosciuto Ciro (1959)
- Una storia di ragazze (1962)
- Matrimonio in brigata (1976)
- Rosario. Libera interpretazione dei quindici misteri del rosario scritta da me, non credente, per puro amore di leggenda e poesia (1984) – посмъртно
- Sonetti inediti (1984) – посмъртно
- La bambola brutta. Storia di Eloisa partigiana (2017) – ново издание на разказа от 1960 г.

### Екранизации
- 1976 L'Agnese va a morire